# Patinação de velocidade nos Jogos Olímpicos de Inverno de 2010 - 5000 m feminino
As competições de 5000m feminino da patinação de velocidade nos Jogos Olímpicos de Inverno de 2010 foram disputadas no Richmond Olympic Oval em Vancouver, Colúmbia Britânica, em 24 de fevereiro de 2010.

## Medalhistas
| Ouro   | CZE Martina Sáblíková |
| Prata  | GER Stephanie Beckert |
| Bronze | CAN Clara Hughes      |

## Recordes
Antes desta competição, os recordes mundiais e olímpicos da prova eram os seguintes:
| Tipo | Atleta            | Tempo   | Local          | Data                    |
| ---- | ----------------- | ------- | -------------- | ----------------------- |
|      | Martina Sáblíková | 6:45.61 | Salt Lake City | 11 de março de 2007     |
|      | Claudia Pechstein | 6:46.91 | Salt Lake City | 23 de fevereiro de 2002 |

Nenhum recorde foi estabelecido nesta prova nos Jogos de Vancouver.

## Resultados
| Pos.              | Par | Raia | Atleta                     | Tempo   | Diferença | Notas |
| ----------------- | --- | ---- | -------------------------- | ------- | --------- | ----- |
| Medalha de ouro   | 8   | i    | CZE Martina Sáblíková      | 6:50.92 | 0.00      |       |
| Medalha de prata  | 7   | i    | GER Stephanie Beckert      | 6:51.39 | +0.47     |       |
| Medalha de bronze | 5   | o    | CAN Clara Hughes           | 6:55.73 | +4.81     |       |
| 4                 | 8   | o    | GER Daniela Anschütz-Thoms | 6:58.64 | +7.72     |       |
| 5                 | 6   | o    | NOR Maren Haugli           | 7:02.19 | +11.27    |       |
| 6                 | 7   | o    | CAN Kristina Groves        | 7:04.57 | +13.65    |       |
| 7                 | 5   | i    | JPN Masako Hozumi          | 7:04.97 | +14.05    |       |
| 8                 | 3   | i    | USA Jilleanne Rookard      | 7:07.48 | +16.56    |       |
| 9                 | 6   | i    | JPN Shiho Ishizawa         | 7:12.23 | +21.31    |       |
| 10                | 2   | i    | NED Jorien Voorhuis        | 7:13.27 | +22.35    |       |
| 11                | 4   | i    | NED Elma de Vries          | 7:16.68 | +25.76    |       |
| 12                | 1   | o    | CAN Cindy Klassen          | 7:22.09 | +31.17    |       |
| 13                | 2   | o    | RUS Svetlana Vysokova      | 7:23.33 | +32.41    |       |
| 14                | 4   | o    | DEN Cathrine Grage         | 7:23.83 | +32.91    |       |
| 15                | 1   | i    | USA Maria Lamb             | 7:25.15 | +34.23    |       |
| 99 !              | 3   | o    | GER Katrin Mattscherodt    | DSQ     |           |       |

Legenda
| Recorde mundial      | Recorde mundial (World record)               |                       | Recorde africano                      | Recorde africano (African) |                                           | Q | Classificado por posição (Qualified) |
| Recorde olímpico     | Recorde olímpico (Olympic record)            | Recorde da América    | Recorde da América (Americas)         | q                          | Classificado por melhor tempo (Qualified) |   |                                      |
| Melhor marca do ano  | Melhor marca do ano (World leading)          | Recorde asiático      | Recorde asiático (Asian)              | DNS                        | Não largou (Did not start)                |   |                                      |
| Recorde nacional     | Recorde nacional (National record)           | Recorde europeu       | Recorde europeu (European)            | DNF                        | Não terminou (Did not finish)             |   |                                      |
| Recorde pessoal      | Recorde pessoal do atleta (Personal best)    | Recorde da Oceania    | Recorde da Oceania (Oceania)          | DSQ / DQ                   | Desclassificado (Disqualified)            |   |                                      |
| Recorde da temporada | Recorde da temporada do atleta (Season best) | Recorde sul-americano | Recorde sul-americano (South America) | NM                         | Sem marca (No mark)                       |   |                                      |